# St. Bridget Beckermet
St. Bridget Beckermet var en civil parish, nu i civil parishes Beckermet och Ponsonby i kommunen Cumberland i Storbritannien. Den ligger i grevskapet Cumbria och riksdelen England, i den centrala delen av landet, 400 km nordväst om huvudstaden London. Civil parish hade 385 invånare år 2011. År 2011 blev den en del av Beckermet och Ponsonby.